# Joke's On You
"Jokes On You" é uma canção da cantora e compositora estadunidense Charlotte Lawrence. Foi lançada em 17 de janeiro de 2020, pela Atlantic, como segundo single da trilha sonora do filme Birds of Prey.
A letra da música fala sobre se libertar de um relacionamento abusivo, em referência ao namoro de Arlequina e Coringa.

## Antecedentes e composição
Em 15 de janeiro de 2020, Charlotte anunciou a música com uma postagem no Instagram. Em 16 de janeiro de 2020, a Atlantic liberou um trailer do álbum completo, que conta com trechos de músicas que estarão no filme, onde pode-se ouvir um trecho da canção. A música foi lançada em 17 de janeiro de 2020. A canção foi escrita por Cara Salimando, Daniel Pemberton e Imad Royal, sendo produzida pelos dois últimos.

## Vídeo de música
O videoclipe oficial para a faixa será lançado em 7 de fevereiro, na mesma data em que toda a trilha sonora e o filme forem lançados.
A cantora compartilhou imagens em suas redes sociais do set de gravações do videoclipe da canção. É possível ver a Charlotte em um galpão entre alguns objetos em chamas.

## Créditos e pessoal
Créditos adaptados do Genius.
- Charlotte Lawrence – vocais, guitarra elétrica
- Cara Salimando – composição
- Daniel Pemberton – composição, produção
- Imad Royal – composição, produção
- Michelle Mancini – engenheira de masterização
- Manny Marroquin – engenheiro de mixagem

## Histórico de lançamento
| Região | Data                  | Formato                    | Gravadora | Ref.        |
| ------ | --------------------- | -------------------------- | --------- | ----------- |
| Vários | 17 de janeiro de 2020 | download digital streaming | Atlantic  | [ 7 ] [ 8 ] |